# Banco Inglés

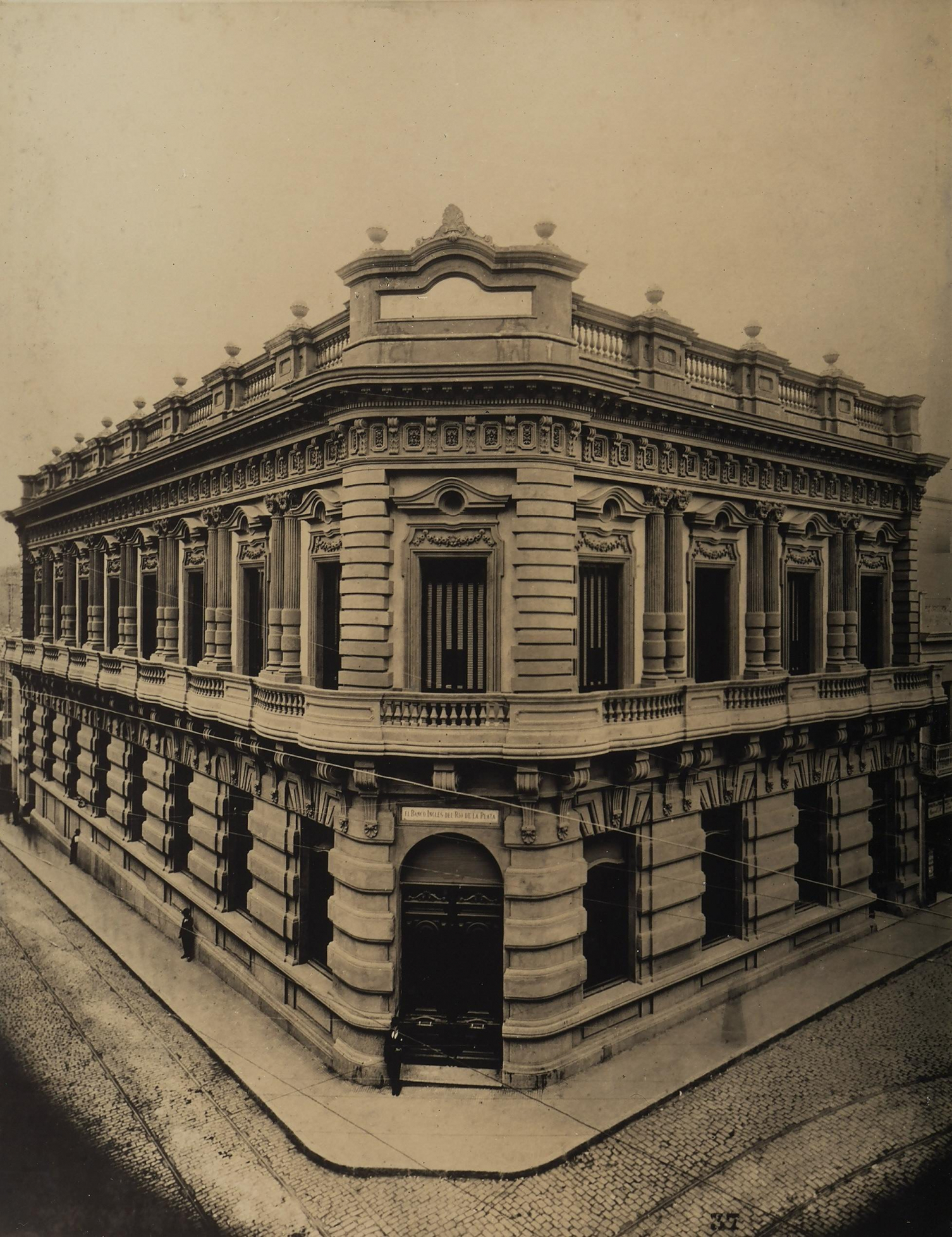
Banco Inglés (zirka 1920)

Die Banco Inglés ist ein Bauwerk in der uruguayischen Landeshauptstadt Montevideo.
Das in den Jahren 1888 bis 1890 errichtete Gebäude befindet sich in der Ciudad Vieja an der Calle 25 de Mayo 401, Ecke Zabala. Für den Bau zeichnete Ingenieur Luigi Andreoni verantwortlich. Es beherbergte zunächst die Banco Inglés und dient heutzutage als Sitz der Banco BBVA, in deren Eigentum es sich auch befindet. Das zwölf Meter hohe, zweistöckige Bauwerk verfügt über eine Grundfläche von 844 m² und ist um einen zentralen Innenhof aus gusseiserner Struktur angeordnet. Die Fassadengestaltung wird einem vom Barock beeinflussten Eklektizismus zugeordnet.